# Moviment Nacionalsocialista Noruec
El Moviment Nacionalsocialista Noruec (en noruec: Norges Nasjonalsosialistiske Bevegelse; NNSB), anteriorment Zorn 88, és un grup neonazi noruec amb una cinquantena de membres, dirigit per Erik Rune Hansen. Fundat el 1988, és un grup secret amb una estricta regulació de membres.
El NNSB mostra admiració per Adolf Hitler i Vidkun Quisling, i se centra en el revisionisme històric i l'antisemitisme, particularment la negació de l'Holocaust. Publica la revista Gjallarhorn, i el 1999 va publicar Els Protocols dels Savis de Sió. Altres temes recurrents al partit inclouen la higiene racial i la religió nòrdica. Diversos dels seus membres eren nacionalsocialistes actius i membres del Nasjonal Samling durant la Segona Guerra Mundial. El grup ha tingut enllaços amb Erik Blücher i la revista Folk og Land, i amb Varg Vikernes. Ha estat part de xarxes internacionals juntament amb la Unió Mundial de Nacionalsocialistes, el Moviment Nacionalsocialista de Dinamarca, el Front Nacionalsocialista Suec (desaparegut) i Blood & Honour. Juntament amb grups escandinaus ha participat en celebracions i memorials Adolf Hitler i Rudolf Hess.
El novembre de 2007, una cerimònia commemorativa al cementiri de guerra alemany a Oslo va ser atacada per antifeixistes, deixant cinc membres del NNSB ferits, un greument. El NNSB va prometre que no tenia intencions de prendre represàlies per l'atac.